# Jean du Fay (évêque)
Jean du Fay  (mort le  5 novembre 1578), est un ecclésiastique qui fut  évêque de Poitiers de 1572 à 1577.

## Biographie
Jean du Fay est le 2e fils d'Antoine du Fay seigneur de Peyraud, gouverneur de Montpellier et de son épouse Françoise de La Baume. Moine bénédictin, nommé évêque en 1572, il ne prend possession de son siège que l'année suivante par personne interposée. Il entre en conflit avec son chapitre de chanoines et résigne sa fonction dès 1577. Il meurt l'année suivante évêque émérite de Poitiers.